# História de Londres
Londres é uma cidade com mais de 2.000 anos. Durante este período a cidade conheceu várias epidemias e foi devastada pelo fogo, guerra civil e pelos bombardeios alemães e sofre recentemente com ataques terroristas. Mas apesar de tudo, ela é uma das maiores cidades do mundo e ponto de referência cultural e financeiro.

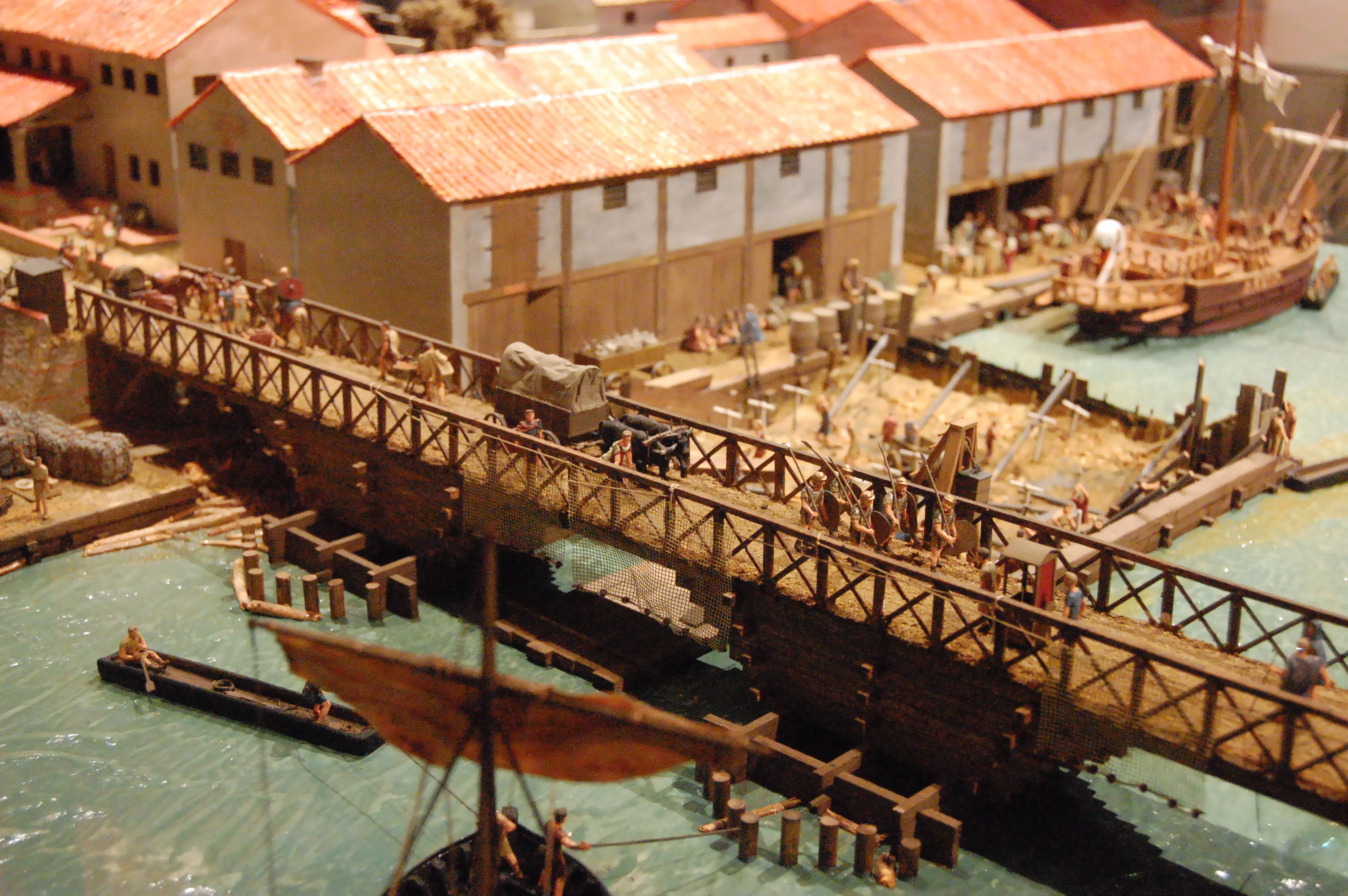
Modelo de Londínio entre 85 e 90, em exibição no Museu de Londres, mostrando a primeira ponte construída sobre o Tâmisa

## Londres romana

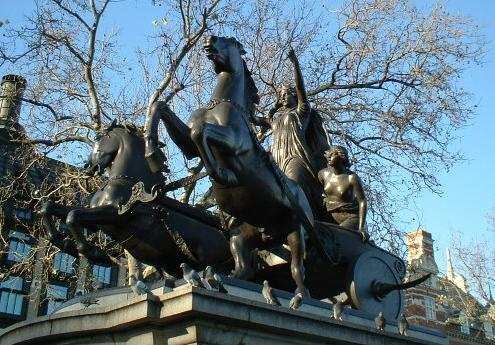
Estátua de Boadiceia, rainha dos icenos.

No ano 43 D.C., os romanos, liderados pelo Imperador Cláudio, fundaram Londínio na margem norte do rio Tâmisa. Não há consenso sobre a origem da palavra Londínio, provavelmente significa "seguindo o rio". Logo após a sua fundação, a cidade se desenvolveu ocupando uma pequena área, equivalente ao tamanho do Hyde Park.
Por volta do ano 60 da era comum, a cidade foi saqueada pelos icenos, liderada pela rainha Boadiceia. Entretanto logo a cidade foi reconstruída possibilitado um rápido desenvolvimento nos anos seguintes.
No século II, Londínio substituiu a antiga cidade da Britânia, Colchester. Com a visita do imperador Adriano, foram construídos vários prédios públicos mas parte da cidade também acabou sendo destruída por um grande incêndio. Em 140 D.C., Londínio atingiu a população de 60.000 habitantes. As construções da época foram intensificadas, foram construídos templos, casas de banho, uma basílica e um forte.
Entre 190 e 225 D.C., os romanos construíram uma muralha ao redor da cidade. A muralha sobreviveu por 1.600 anos e definiu o perímetro da cidade por todo este tempo, tinha aproximadamente 3 km de extensão, 6 metros de altura e 2,5 de espessura. Em 190, Londínio emergiu em uma crise política com dois homens lutando pelo direito a sucessão ao Império (Septímio Severo e Clódio Albino). Com a vitória de Severo, a Britânia foi dividida em duas partes: Britânia Superior (cuja capital era Londínio) e Britânia Inferior (cuja capital era Eboraco, atualmente a cidade de Iorque).
Em 286, Caráusio (militar romano) declarou-se imperador da província romana da Britânia. Caráusio foi assassinado 7 anos depois pelo usurpador Alecto. Em 296, Constâncio Cloro conseguiu retomar o poder da cidade para o Império Romano.
Por volta de 340, a Britânia foi invadida pelos Pictos e Escotos. Em 360, os ataques em larga escala fizeram o imperador Juliano mandar tropas para resguardar a Britânia Romana. Para se proteger dos ataques, foram construídas baluartes nas muralhas. Em 367, uma grande conspiração marcada por invasões dos Pictos, Escotos e Saxões que só terminou com o envio do general romano Teodósio à Britânia.
No final do século IV, várias cidades britânicas-romanas entraram em declínio.  Durante o início do século V, o declínio continuou junto ao do Império Romano. Após a queda do Império Romano do Ocidente, a Britânia ficou vulnerável à ataques de povos germanos.

## Anglo-saxões
Após a queda do Império Romano, a cidade romana foi praticamente abandonada e uma cidade saxônica com o nome de Lundenwic foi estabelecida a cerca de 1 km da velha Londres romana, na área que hoje se chama Covent Garden, local diferente da antiga cidade chamada Londínio. Lundenwic prosperou até 851 até as invasões Viquingues destruírem a cidade. Em 878, o rei Alfredo, o Grande estabeleceu a paz. Logo ele mudou a vila para dentro das muralhas da antiga Londinum romana sendo chamada de Ealdwic ("old city" ou "velha cidade"), lugar onde hoje se localiza Aldwych.
Em seguida, sob o controle de vários reis, Londres voltou a prosperar. Em 1016, o rei dinamarquês, Canuto, o Grande conquista a Inglaterra. Só com a morte de Canuto é que a Inglaterra volta às mãos dos anglo-saxões. A dinastia saxã foi restaurada em 1043 por Eduardo o Confessor que ordenou a construção da Abadia de Westminster e do Palácio de Westminster (conhecido também como Casas do Parlamento).

## Período medieval

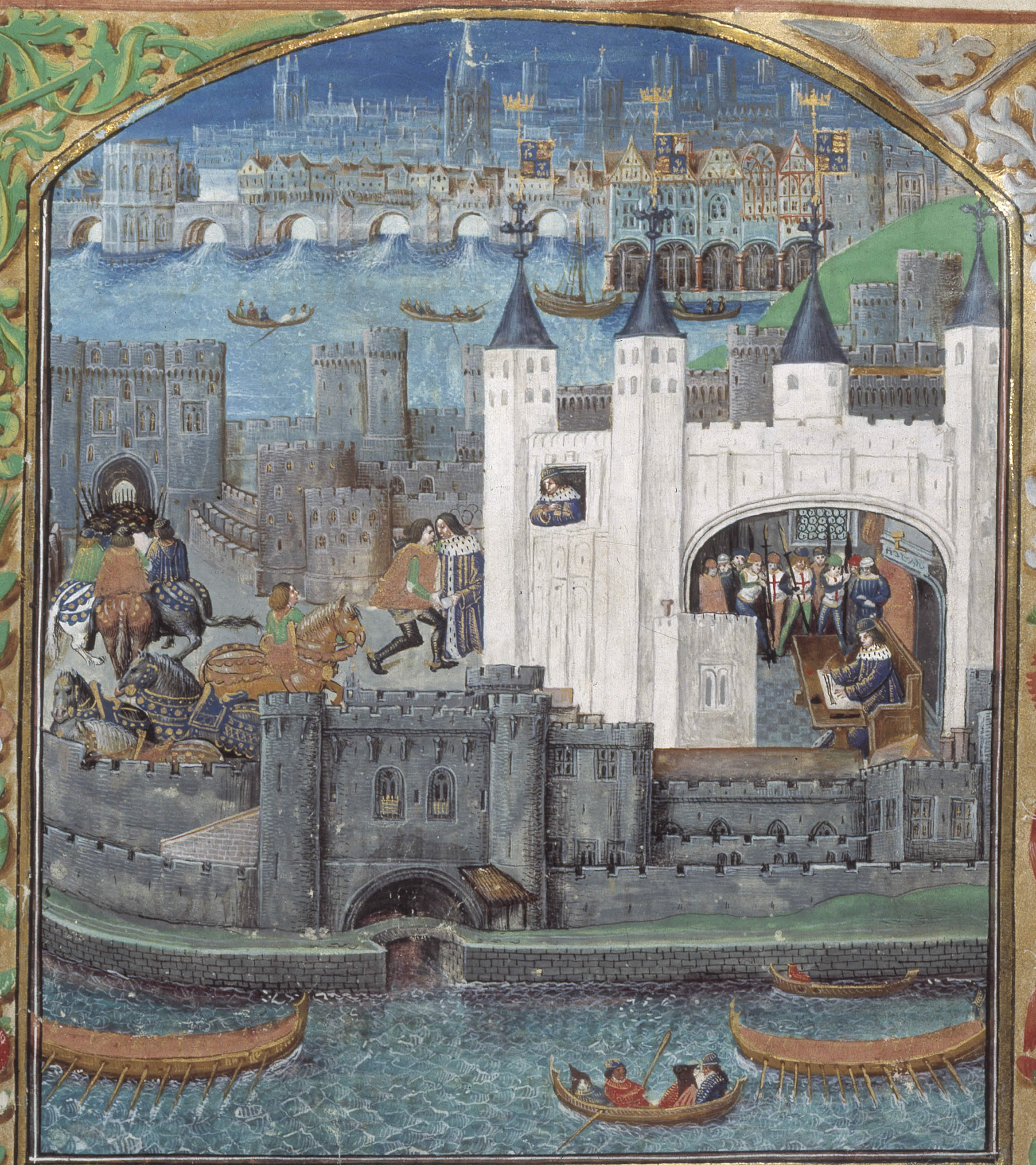
A Torre de Londres

Após a Batalha de Hastings em 1066, os normandos conquistam a Inglaterra colocando um fim na dinastia anglo-saxã. Guilherme I é coroado rei inglês na recém acabada Abadia de Westminster. Nesta abadia (não confundir com a Catedral de Westminster) viriam a ser coroados todos os reis da Inglaterra. A residência dos reis da Inglaterra foi, até o fim do período normando, o castelo da Torre de Londres, que posteriormente se tornou uma prisão, e atualmente guarda as Joias da Coroa Britânica.

## Época dos Tudors (1485-1603)
Este período viu três grandes acontecimentos: o fim da Guerra das Rosas, a reforma religiosa inglesa e o período elisabetano. Até a reforma, boa parte de Londres era ocupada por monastérios e outros estabelecimentos religiosos. Com a reforma de Henrique VIII, os monastérios passaram a outras mãos e outras funções, devido a Dissolução dos Mosteiros.
Sob a reinado da rainha Isabel I de Inglaterra, a população de Londres aumentou de 100.000 à 200.000 habitantes. Teatros se instalaram na cidade e o poeta William Shakespeare fundou o Globe Theatre. Com o declínio do porto da Antuérpia, em Flandres, Londres passa a ter um papel financeiro importante.

## Época dos Stuarts (1603-1714)

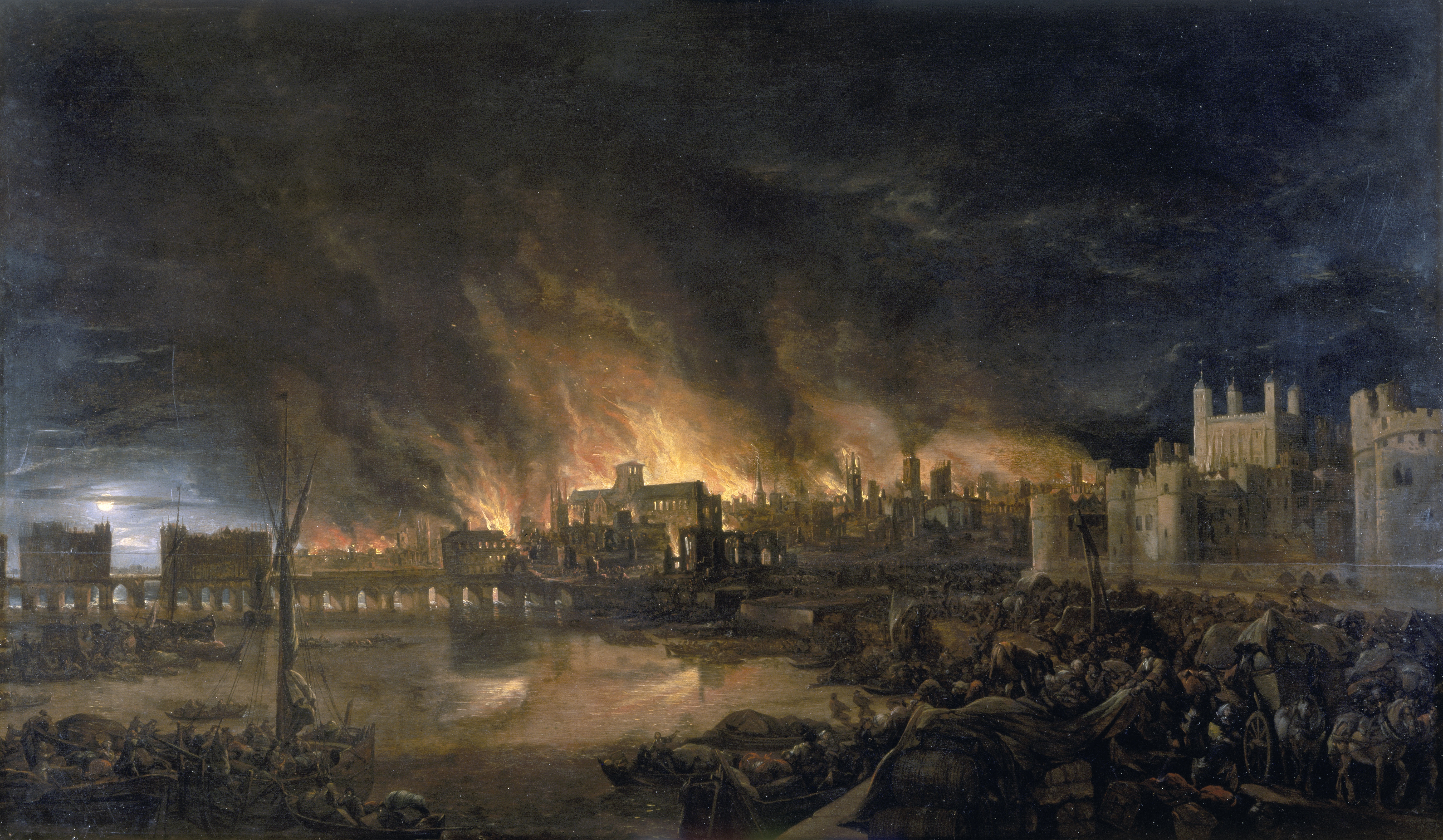
O grande incêndio de 1666

Após a derrota da Invencível Armada espanhola em 1588, uma certa estabilidade política na Inglaterra permitiu Londres de se desenvolver. Em 1603, o rei Jaime I tentou unificar a Inglaterra e a Escócia. Porém suas leis anticatólicas o deixaram muito impopular, e no dia 5 de novembro de 1605 ele acabou sofrendo uma tentativa de assassinato, conhecida pelo nome de Conspiração da Pólvora. Jaime I realizou o primeiro projeto de urbanização da cidade, e sob o reinado de Carlos I, surgiu o Hyde Park, o primeiro parque aberto ao público de Londres.
Entre 1665 e 1666, Londres sofreu a grande epidemia da peste bubônica que acabou matando por volta de 70.000 pessoas (20% da população). Do dia 2 de setembro à 5 de setembro ainda em 1666, o Grande incêndio de Londres destruiu boa parte da cidade. A reconstrução durou dez anos e foi a obra do grande arquiteto Christopher Wren, que reedificou muitas igrejas destruídas, entre elas a Catedral de São Paulo, onde hoje descansam os heróis da nação britânica. A cidade viu uma grande aceleração no século XIII, e ao início do século XX, Londres era a maior cidade do mundo.

## Século XVIII
No século XVIII, a cidade construiu várias pontes que ligariam as duas margens do rio Tâmisa (Ponte Westminster em 1750 e Ponte Blackfriars em 1769). Londres foi aos poucos se tornando uma grande cidade ajudada pelo aumento da imigração rural e irlandesa e consequentemente se tornando uma cidade com infraestrutura e com saneamento básico decente.
A cidade por volta de 1800 atinge 1.000.000 de habitantes!

## Século XIX
Em 1849, a cidade sofreu com a epidemia de cólera que acabou matando 14.000 pessoas. Em 1855, criou-se a Metropolitan Board of Works para fornecer a cidade infraestrutura necessária a seu crescimento e um sistema de esgoto condizente. Em 1863, Londres começa a construir o primeiro metro do mundo.
Em 1894, é inaugurada a ponte da torre

## Século XX
Durante a Primeira Guerra Mundial, Londres teve a experiência de ser atacada por zeppelin alemães. Estes ataques mataram 700 pessoas. Entre as duas guerras, facilitado pelo London Underground, Londres cresceu muito para o subúrbio. Com o desenvolvimento dos meios de transporte, Londres cresce e já em 1929 conta com 8,7 milhões de habitantes.
Durante a Segunda Guerra Mundial, Londres foi bombardeada pela Alemanha. O maior bombardeio que a cidade sofreu foi entre o dia 7 de setembro de 1940 e o dia 10 de maio de 1941. Quando a guerra chegou ao final, Londres havia sido destruída principalmente na áreas de Docklands e East End, além disto 30.000 habitantes perderam a vida, outros 50.000 ficaram feridos gravemente e muitos outros, desabrigados. A reconstrução nos anos gerou vários estilos arquitetônicos na cidade
Em 1948, Londres sediou os jogos olímpicos. No ano de 1951, Londres organizou o Festival Britânico que gerou uma onda de otimismo entre o povo britânico do pós-guerra. Nos anos 1950, a cidade começa a receber vários imigrantes vindos de países da Commonwealth como Jamaica, Índia e Paquistão. Entretanto a convivência com novos imigrantes não foi fácil durante as décadas que se seguiram.
Nos anos 1960, Londres se tornou o centro da moda e cultura em parte devido ao grande sucesso atingido pelos grupos de rock, Beatles e Rolling Stones. Londres se torna jovem centro cultural exemplificado pelo Swinging London.
Na década de 1970, Londres começou a sofrer vários ataques terroristas feitos pelo Exército Republicano Irlandês até o cessar fogo de 1997.

## Século XXI
No dia 6 de julho de 2005, Londres é escolhida para sediar os jogos olímpicos de 2012. No dia seguinte ao anúncio, a cidade foi atingida por ataques terroristas.